# Szyja Bronsztejn
Szyja Bronsztejn (ur. 10 kwietnia 1923 w Kowlu, zm. 28 stycznia 1995 we Wrocławiu) – polski ekonomista, historyk i statystyk, wykładowca Uniwersytetu Wrocławskiego.

## Życiorys
Urodzony 10 kwietnia 1923 r. w Kowlu. W 1941 ukończył szkołę średnią i jako mieszkaniec terenów okupowanych przez ZSRS został przymusowo zmobilizowany do batalionu robotniczego. Następnie studiował na Uniwersytecie Leningradzkim działającym z powodu ewakuacji w Saratowie. W 1943 został aresztowany i zesłany do obozu pracy.
W maju 1948 r. wrócił do Polski i kontynuował studia ekonomiczne na Wyższej Szkole Handlowej we Wrocławiu, a następnie statystyczne na Uniwersytecie Wrocławskim. W 1960 obronił pracę doktorską, w 1973 habilitował się na Wyższej Szkole Ekonomicznej we Wrocławiu, a w 1987 otrzymał tytuł profesora nadzwyczajnego.
Od 1969 był kierownikiem Zakładu Statystyki i Badań Operacyjnych Instytutu Nauk Administracyjnych i kierował nim do emerytury. Autor ponad 100 prac, w znacznej mierze na temat procesów demograficznych na Dolnym Śląsku po II wojnie światowej oraz demografii żydowskiej w Polsce. Promotor ponad 700 prac dyplomowych, magisterskich i doktorskich. Współtwórca Wrocławskiego Rocznika Ekonomicznego i Przeglądu Statystycznego Śląska Dolnego i Opolskiego. Członek Komitetu Nauk Demograficznych PAN.

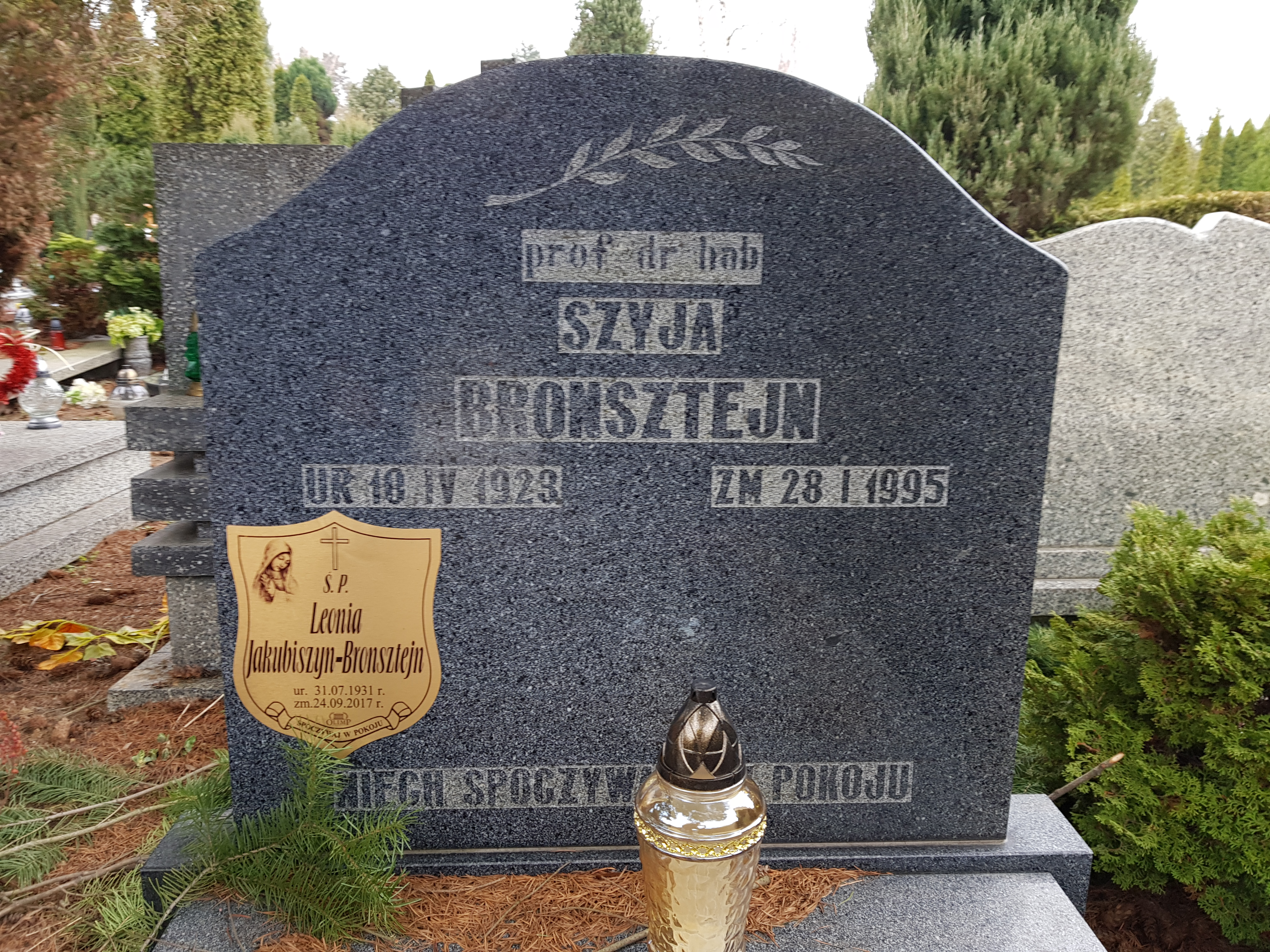
Grób profesora Szyi Bronsztejna i jego żony na Cmentarzu Grabiszyńskim we Wrocławiu

Zmarł 28 stycznia 1995 we Wrocławiu, pochowany na Cmentarzu Grabiszyńskim we Wrocławiu.